# Jemaszy
Jemaszy (ros. Емаши) – wieś (sieło) w Rosji, w Baszkortostanie, w rejonie biełokatajskim. W 2010 liczyła 1025 mieszkańców.